# کروشدول سلو
کروشدول سلو (به صربی: Krušedol Selo) یک منطقهٔ مسکونی در صربستان است که در Irig municipality واقع شده‌است. کروشدول سلو ۳۸۸ نفر جمعیت دارد.